# Glacera superior de Grindelwald
La glacera superior de Grindelwald (en alemany: 'Oberer Grindelwaldgletscher'), igualment coneguda amb el nom d' « alta glacera de Grindelwald », és una de les dues glaceres de vall situats a prop de Grindelwald en el vessant nord dels Alps Bernesos, al Cantó de Berna (Suïssa), l'altra és la glacera inferior de Grindelwald. L'any 1973 mesurava aproximadament 6,6 km i cobria una superfície de 9,6 km².
La glacera superior de Grindelwald troba el seu origen en un vast camp de gel al nord del Schreckhorn i al sud del Wetterhorn. La llengua glacial és aproximadament a 1.400 m d'altitud.